# Antonio Mindan
Antonio Mindan fue un arquitecto español que trabajó en Aragón durante el siglo XVII, el cual dirigió las obras de construcción de la iglesia parroquial de Nueno (Huesca) en estilo grecorromano decadente, iniciando las obras en junio de 1646, y finalizándolas en diciembre de 1652.